# تاشيغتا (تسكدلت)
تاشيغتا هي إحدى مشيخات المملكة المغربية، تتبع جغرافيا لإقليم شتوكة آيت باها وإداريًا لتسكدلت. يقدر عدد سكانها بـ 499 نسمة حسب الإحصاء الرسمي للسكان والسكنى لسنة 2004.